# Estádio Municipal Martinho Palmerston
Estádio Municipal Martinho Palmerston – stadion piłkarski, w Caldas Novas, Goiás, Brazylia, na którym swoje mecze rozgrywa klub Caldas Esporte Clube.